# Région Caraïbe
La région Caraïbe
,, de Colombie est la région naturelle continentale et maritime la plus septentrionale du pays. Elle est située dans la zone nord de la Colombie. Elle est bordée au nord par la mer des Caraïbes, d’où elle tire son nom, à l’est par le Venezuela, au sud par la région andine et à l’ouest par la région Pacifique. Ses principaux centres urbains sont Barranquilla, Carthagène, Soledad, Santa Marta, Montería, Valledupar, Sincelejo, Riohacha, Aguachica et Apartadó.

## Histoire

### Gouvernorat de Nouvelle-Andalousie et Urabá
Le gouvernorat ou province de Nouvelle-Andalousie et Urabá ou simplement province de Nouvelle-Andalousie, était une entité politique créée dans la région occidentale du Royaume de Tierra Firme - une partie de l'actuelle Colombie - qui comprenait les territoires des Caraïbes néogrenadines.

## Géographie
Physiquement, la région Caraïbe est composée de la plaine continentale des Caraïbes ainsi que des eaux et territoires insulaires colombiens dans la mer des Caraïbes. Le territoire continental est traditionnellement connu sous le nom de côte Atlantique, et depuis les années 1990, aussi comme côte Caraïbe. Cette plaine est située au nord des Andes et se termine dans la Sierra Nevada de Santa Marta pour laisser place à la péninsule de Guajira. La région est dominée par le delta du río Magdalena et possède un littoral peu accidenté allant du golfe d'Urabá en direction sud-ouest – nord-est jusqu’au golfe de Coquibacoa. Cependant, on y trouve les plus hauts sommets du territoire colombien dans la Sierra Nevada de Santa Marta (pics Colón et Bolívar). Bien que les Caraïbes colombiennes soient majoritairement plates, elles se caractérisent par leur diversité écologique, dont les écosystèmes vont de la forêt sèche de La Guajira à la forêt tropicale humide de la région du golfe d’Urabá. La région est bordée par la cordillère orientale, plus précisément par la serranía de Perijá, qui sert de frontière naturelle avec le Venezuela.

### Sous-régions naturelles
Les sous-régions de la région Caraïbe sont les suivantes :
- Péninsule de Guajira.
- Vallées du haut Cesar et du Ranchería
- Sierra Nevada de Santa Marta.
- Delta du Río Magdalena.
- Montes de María.
- La Savane (située entre Córdoba, Sucre et une partie de Bolívar)
- Vallées alluviales des fleuves Sinú et du haut San Jorge.
- Dépression Momposina.
- Région de La Mojana
- Golfe d'Urabá.
- Eaux territoriales dans la mer des Caraïbes.

### Faune et flore
En raison de la diversité climatique de la région, on y trouve une grande variété d'espèces animales et végétales. Beaucoup d’entre elles sont en voie d’extinction (comme les lamantins et le Cuniculus paca). Parmi les animaux les plus présents figurent les tigrillos, le singe titi, l’ara, les requins et plusieurs espèces de serpents. Il convient également de noter que les rivières abritent des espèces comme le bocachico et le caïman. Dans les mers, et en particulier dans les îles du Rosaire, près de Carthagène des Indes, on trouve de grands récifs coralliens.
La flore de la région est très exotique, avec des espèces uniques comme la mangrove, présente en grandes quantités dans la région. Dans les páramos de la Sierra Nevada, on trouve également des frailejones ; la sierra possède une grande variété de climats, allant du climat chaud à un climat tempéré, à courte distance de la plage.

### Parcs naturels[5]

Parcs nationaux naturels des Caraïbes colombiennes.

- Parc national naturel Bahía Portete - Kaurrele
- Parc national naturel Corales de Profundidad
- Parc national naturel Corales del Rosario y de San Bernardo
- Parc national naturel de Macuira
- Parc national naturel Old Providence McBean Lagoon
- Parc national naturel Paramillo
- Parc national de la Sierra Nevada de Santa Marta
- Parc national naturel de Tayrona
- Réserve naturelle Cordillera Beata
- Sanctuaire de faune et flore Acandí, Playón y Playona
- Sanctuaire de faune et flore Ciénaga Grande de Santa Marta
- Sanctuaire de faune et de flore El Corchal "El mono Hernández"
- Sanctuaire de faune et flore de Los Colorados
- Sanctuaire de faune et flore de Los Flamencos
- Vía parque Isla de Salamanca

### Hydrographie
Rivières
Les principales rivières de la région Caraïbe sont :
Magdalena, le Cauca, le Sinú, le San Jorge, le Cesar, le Atrato et le Ranchería.
Lacs et marais
Dans la région Caraïbe, il existe également de vastes étendues d’eau douce. Parmi elles, il convient de mentionner la plus importante : la ciénaga Grande de Santa Marta.
Parmi les marais les plus importants, on trouve :
- Ciénaga de Zapatosa, sur le cours du río Cesar
- Ciénaga de Ayapel, sur le cours du río San Jorge
- Ciénaga de Betancí, à Córdoba, dans la partie supérieure du río Sinú
- Ciénaga Grande del Bajo Sinú, au nord de Córdoba, sur le cours du rio Sinú
- Ciénaga Guájaro, dans la zone du canal del Dique, département de l’Atlántico
- Ciénaga de Zapayán, dans le cours inférieur du río Magdalena dans le département du Magdalena

## Gouvernement
Depuis plus de 20 ans, des dirigeants politiques et économiques de la région Caraïbe colombienne cherchaient une alternative légale pour créer un modèle d’intégration régionale qui accorde une autonomie dans l’application des ressources des fonds territoriaux et dans le développement de la région. Le gouverneur de l’Atlántico, Eduardo Verano de la Rosa, a lancé une initiative appelée RAP Caraïbe (Région Administrative et de Planification de la Caraïbe), visant à associer les départements de l’Atlántico, Bolívar, Cesar, Córdoba, Magdalena, La Guajira et Sucre pour obtenir l’autonomie de la région Caraïbe colombienne. L’initiative a été signée le 19 octobre 2017.
Selon l’article 30 de la Loi Organique d’Aménagement Territorial 1454 de 2011, les RAP sont “des entités formées par deux ou plusieurs départements, dotées de la personnalité juridique, de l’autonomie financière et d’un patrimoine propre, dont l’objectif est orienté vers le développement régional, l’investissement et la compétitivité”. À travers ce projet, on vise à ce que les régions aient l’autonomie et les compétences administratives pour prendre des décisions selon leurs besoins.

### Division politique

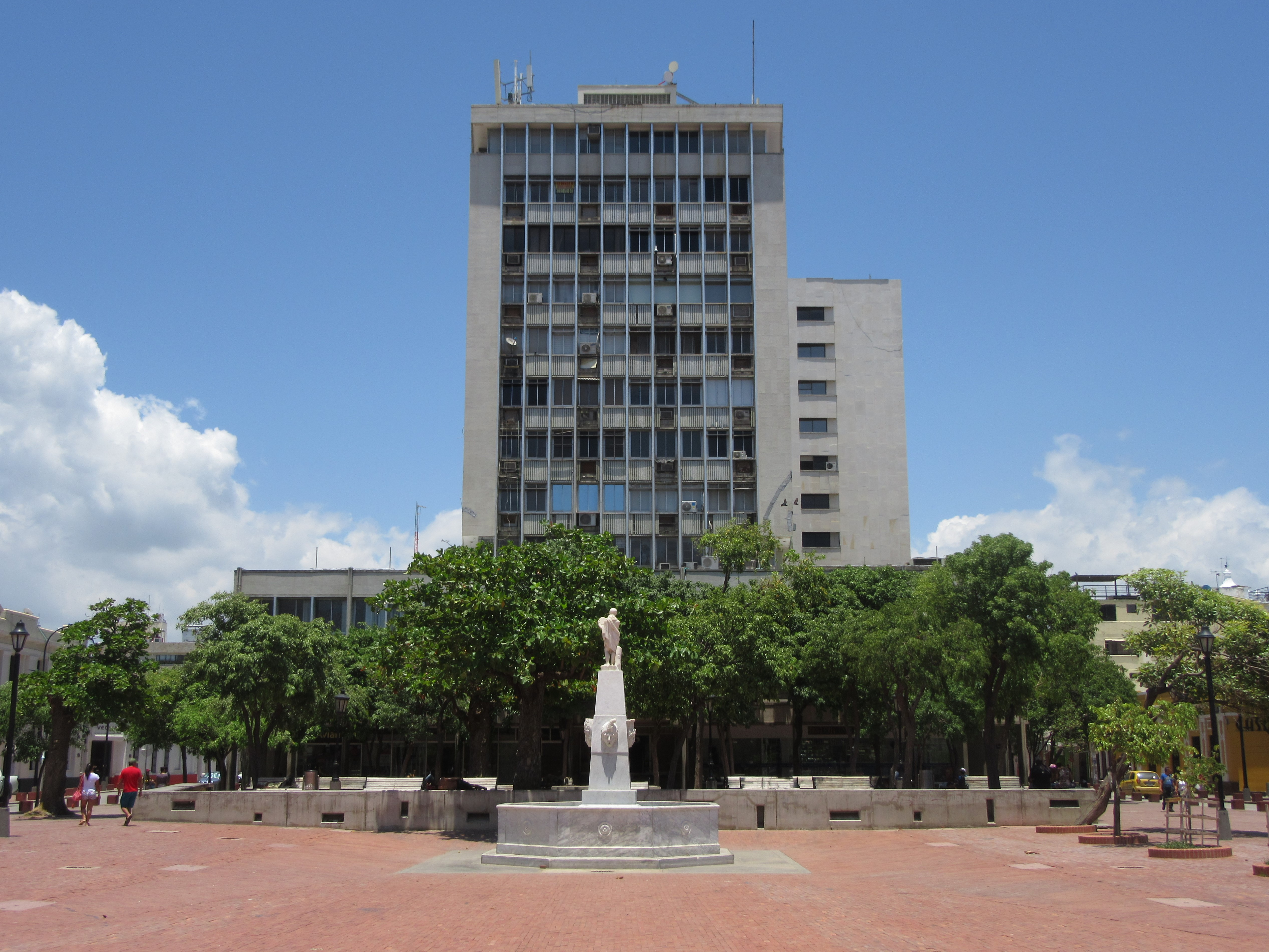
Parc de Bolívar, dans le centre historique de Santa Marta.

Elle est composée des départements suivants :
| # | Département            | Population 2018 | Capital             |  |
| - | ---------------------- | --------------- | ------------------- |  |
| 1 | Atlántico              | 2 517 897       | Barranquilla        |  |
| 2 | Bolívar                | 2 146 696       | Cartagena de Indias |  |
| 3 | Córdoba                | 1 762 530       | Montería            |  |
| 4 | Magdalena              | 1 285 384       | Santa Marta         |  |
| 5 | Cesar                  | 1 053 475       | Valledupar          |  |
| 6 | La Guajira             | 1 012 926       | Riohacha            |  |
| 7 | Sucre                  | 868 438         | Sincelejo           |  |
| 8 | Antioquia (Urabá)      | 509 409         | Apartadó            |  |
| 9 | Antioquia (Bajo Cauca) | 260 681         | Caucasia            |  |
|   | Región Caribe          | 11 156 755      |                     |  |

Comme dans le reste de la Colombie, la région Caraïbe dispose d’un réseau urbain bien structuré, dont deux villes figurent parmi les six principales du pays : Barranquilla, la plus étendue et la plus peuplée de la Caraïbe colombienne et quatrième au niveau national, avec environ 1 769 339 habitants dans son aire métropolitaine incluant la municipalité de Soledad (683 486 hab.) ; et Carthagène avec environ 892 545 habitants. Ce sont des centres urbains importants avec une industrie développée et une infrastructure de transport, de communications et de commerce de premier ordre. Elles sont suivies par les villes de Santa Marta, reconnue pour ses facilités portuaires, universitaires, sportives, touristiques, scientifiques, culturelles et industrielles, avec une population avoisinant les 400 000 habitants ; Montería et Valledupar, de taille et population similaires, autour de 350 000 habitants, sont des centres agro-industriels, d’élevage et culturels importants, toutes deux étant en période d’expansion économique et démographique avec les plus hauts taux de croissance de la région ; Sincelejo et Riohacha, toutes deux aussi avec des populations proches de 200 000 habitants. Aguachica et Apartadó complètent le réseau des villes principales. Le reste du système urbain est constitué de localités riveraines et d’autres à vocation agro-pastorale, dispersées dans la région, comme Caucasia, Magangué, El Carmen de Bolívar, Maicao, El Banco et Santa Cruz de Lorica.

## Démographie

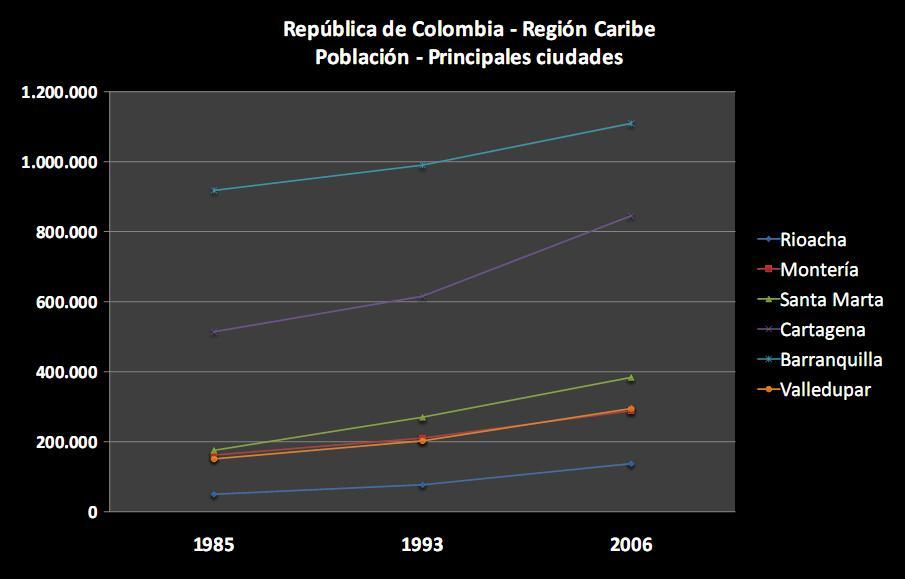
Population des principales villes de la Caraïbe colombienne.

Les habitants de la Caraïbe colombienne sont le résultat du métissage racial et culturel entre les peuples autochtones qui habitent la région depuis des millénaires, les colons blancs d’origine espagnole arrivés en 1499, et les individus de race noire de différentes tribus africaines amenés en Amérique comme esclaves.
À cela s’ajoute, au dernier tiers du XIXe, l’arrivée d’immigrants de Palestine, Liban, Syrie et Jordanie (principalement chrétiens), et dans une moindre mesure, d’Américains, de Néerlandais des Caraïbes, d’Italiens, de Français, d’Allemands, d’Anglais, de Cubains, de Vénézuéliens et de Juifs (sépharades et ashkénazes) arrivés par les ports de Puerto Colombia, Santa Marta, Carthagène des Indes et Riohacha. Depuis cette époque, l’immigration en provenance de l’intérieur du pays, notamment des départements de Santander et Antioquia, a aussi été importante, tendance qui s’est maintenue durant tout le XXe et s’est accentuée dans la première décennie du XXIe.
Le groupe ethnique prédominant dans la région est le pardo, résultat du mélange entre les groupes indigènes locaux, les Blancs d’origine principalement espagnole et les Noirs amenés comme esclaves. Il existe des foyers avec une forte population indigène, comme les Wayúu dans la Guajira. Aujourd’hui, quelques tribus subsistent, dont la majorité élève des chèvres. Dans la Sierra Nevada subsistent les groupes tels que les Ika (arwacos), les Koguis et les Arsarios.
Dans certaines localités, le pourcentage de personnes Afro-Colombiens est plus significatif, comme à Carthagène des Indes ou à San Basilio de Palenque.
Il convient de souligner le caractère cosmopolite et multiculturel de Barranquilla, ville qui accueille des groupes d’immigrants du Proche-Orient (Syriens, Libanais, Palestiniens et Jordaniens), des Juifs, des Allemands, des Italiens, des Français, des Nord-Américains, des Anglais et des Asiatiques du lointain Orient.
La majorité de la population est concentrée dans les principales villes : Barranquilla, Carthagène, Soledad, Santa Marta, Montería, Riohacha, Valledupar et Sincelejo.
Bien que le département du Cesar ne dispose pas de littoral sur la mer des Caraïbes, ses habitants sont considérés comme des « costeños » en raison de leur idiosyncrasie et parce qu’il se situe dans la plaine des Caraïbes. Les habitants de la zone d’Urabá antioquien sont aussi considérés comme costeños. De même, les habitants de localités jusqu’à 300 km de la mer peuvent être considérés comme tels, comme ceux de Caucasia ou Barrancabermeja. Il en va de même pour ceux vivant à plus de 100 m d’altitude (les Montes de María atteignent 1 000 m), voire ceux de la Sierra Nevada de Santa Marta, qui dépasse les 5 000 m d’altitude.

### Dialecte et langues
On ne peut pas parler d’un seul dialecte dans la région, car il existe des différences subrégionales marquées. Les traits distinctifs généraux de l’espagnol parlé dans la région, qui fait partie de l’espagnol caribéen, sont les suivants :
- L’aspiration du /s/ avant une consonne et sa perte en fin de mot.
- La perte du /r/ final (comme dans les infinitifs).
- L’aspiration de j, ge et gi : /h/.
- La chute du /d/ intervocalique (comme dans les participes).

Phonétiquement, les sous-dialectes de la région peuvent être divisés entre ceux qui présentent la caractéristique connue sous le nom de "golpear", qui consiste à géminer les consonnes qui suivent un l ou un r : golpear /gop.pear/, cargar /kag.gar/, caldero /kad.dero/, calzado /kas.saðo/. Cette caractéristique est présente dans les savanes de Bolívar, Sucre et Córdoba ainsi que dans la moitié méridionale des départements de l’Atlántico (à partir de Sabanalarga), et absente dans La Guajira, Cesar, Magdalena et le nord de l’Atlántico.
Le voseo verbal est présent dans les départements de La Guajira et du Cesar.

## Économie
Dans l’Atlántico, les activités industrielles, commerciales, financières et de transport sont prédominantes. À Bolívar, l’activité industrielle, portuaire, agricole, d’élevage, minière et le tourisme sont importants. Il convient de souligner l’exploitation de minéraux comme le charbon d’El Cerrejón et le ferronickel à Cerromatoso, à Montelíbano, ainsi que le gaz naturel. On y exploite également le sel à Manaure et Galerazamba. Les principales cultures de la région sont la banane plantain, le coton, la banane, le riz, le café, le cacao, le manioc, le palmier à huile africaine et les fruits.
L’élevage bovin est également très important, pratiqué dans les plaines de la région sabanera, réparties entre les départements de Córdoba, Magdalena, Bolívar, Sucre, Atlántico et Cesar, et à partir duquel se développe une industrie laitière très significative (fromage côtier), de viande et du cuir. Dans la Guajira, on élève des chèvres.

## Culture

### Musique folklorique
Le rythme et la danse les plus importants sont la cumbia, qui mêle des mélodies indigènes et des rythmes africains, et qui, depuis les années 1940, s’est répandue dans toute l’Amérique latine, étant adaptée à de nombreuses variantes régionales.
Le porro est un autre air musical important de la région, particulièrement dans les savanes de Córdoba, Sucre et Bolívar. Il existe en deux variantes : le porro tapao ou puya, et le porro palitiao ou gaita.
Le vallenato est le genre musical colombien le plus connu depuis les années 1990, grâce à la fusion avec d'autres rythmes et instruments opérée par le chanteur Carlos Vives, faisant ainsi connaître le vallenato dans le monde entier. Parmi les artistes les plus emblématiques, on trouve Alejandro Durán, Rafael Escalona, Nicolás Mendoza, Alfredo Gutiérrez, Luis Enrique Martínez, Emiliano Zuleta, Diomedes Díaz, Jorge Oñate, Los Hermanos Zuleta, Calixto Ochoa et El Binomio de Oro, entre autres.
Font aussi partie du folklore traditionnel : le mapalé, danse africaine ; le fandango, le garabato, le bullerengue, le chandé, le berroche, la guacherna, la tambora, la maestranza, les gaitas, les pilanderas, la puya, le jalao, le paseo sabanero, le merengue, le merecumbé.
Parmi les artistes les plus connus des différents airs de la côte figurent Lucho Bermúdez, Los Corraleros de Majagual, Joe Arroyo, Pacho Galán, Los Gaiteros de San Jacinto, Nelson Pinedo, Totó la Momposina, Petrona Martínez, José Barros, Rufo Garrido, Pedro Laza y sus Pelayeros, Francisco Zumaqué, Mario Gareña, Antonio María Peñaloza, entre autres.
La champeta est également populaire, une adaptation créole de musiques africaines, typique de Carthagène des Indes.

### Gastronomie

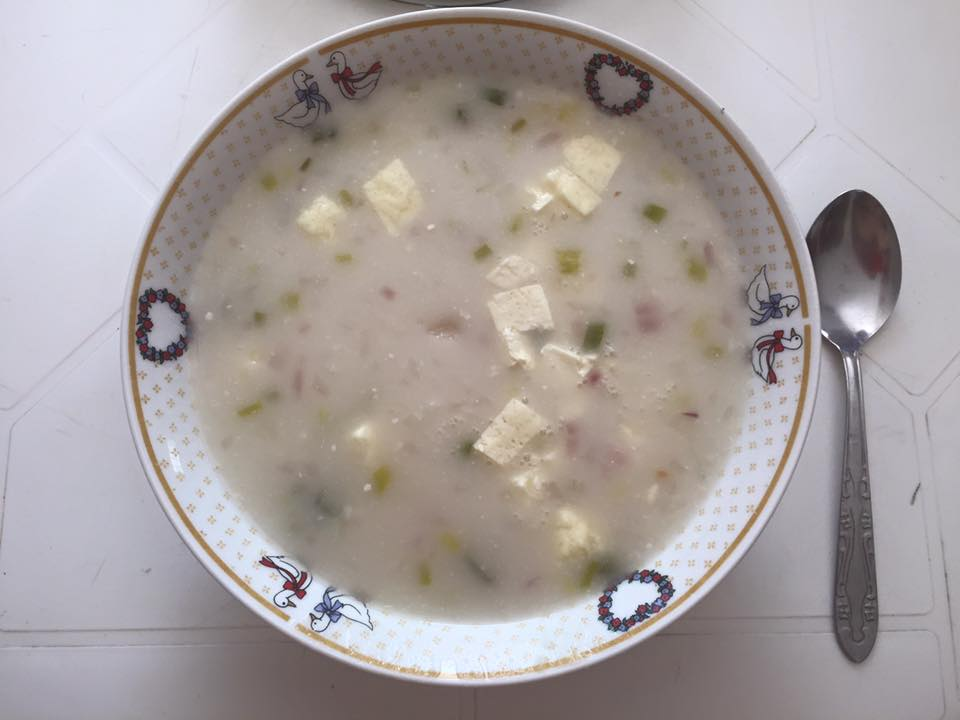
Mote de queso, une des spécialités gastronomiques de la Côte Atlantique.

On peut y déguster une multitude de plats comme des sancochos de sábalo, de bocachico, trifásico, de guandú, de poule, de côte, de queue, de tripes, de haricots (cabecita negra, zaragoza), mote de queso, rundown ; poissons comme la mojarra, le bocachico, le sábalo, le lebranche, le vivaneau (pargo), la sierra, la chèvre ; fruits de mer comme les crevettes, langoustes, gambas, huîtres, chipichipi ; viandes en sauce, mijotées, grillées, ou "puyadas" ; le chicharrón ; animaux de la forêt préparés de diverses manières tels que la chèvre, le mouton, l’icotea, le ñeque, la guartinaja, le pisingo, le tatou, la tortue, le tapir, le cerf, le pécari ; le ñame ; la boutifarre ; toutes sortes d’arepas, dont se distingue l’arepa de huevo ; la Caribañola ; les empanadas, notamment l’empanada avec œuf de Carthagène ; le chuzo desgranado, les pasteles de masa ou tamales et le pastel (de riz) ; le patacón ; les beignets de haricot cabecita negra, les bun de maïs, d’angelito, de manioc et de banane plantain ; les diabolines, les almojábanas, les queques, le quibbe, les tranches de plantain mûr frites, le queso costeño, le suero atollabuey. Parmi les boissons : jus de fruits frais comme l’anón, le corozo, la guanábana, la mangue, le marañón, le tamarin, la goyave, le zapote, le níspero ; le boli ; l’eau de panela avec citron ; l’eau de riz, l’eau de maïs, entre autres. Riz au coco, au poisson lisa, au poulet, aux haricots cabecita negra, riz blanc, au vermicelle, au chipichipi et le cucayo. Les douceurs : l’alegría, le caballito, l’enyucado, les cocadas, aux icacos, à la patate douce, la arropilla. Les rasguñaos (desserts à base de fruits et de légumes) sont consommés en plus grande quantité pendant la Semaine Sainte, particulièrement dans le département de l’Atlantique.

### Mythes et légendes
Parmi les légendes les plus célèbres, on trouve La Llorona, l’Homme Caimán, la Patasola, la Sirène à Valledupar et celle de Francisco el Hombre.

### Artisanat

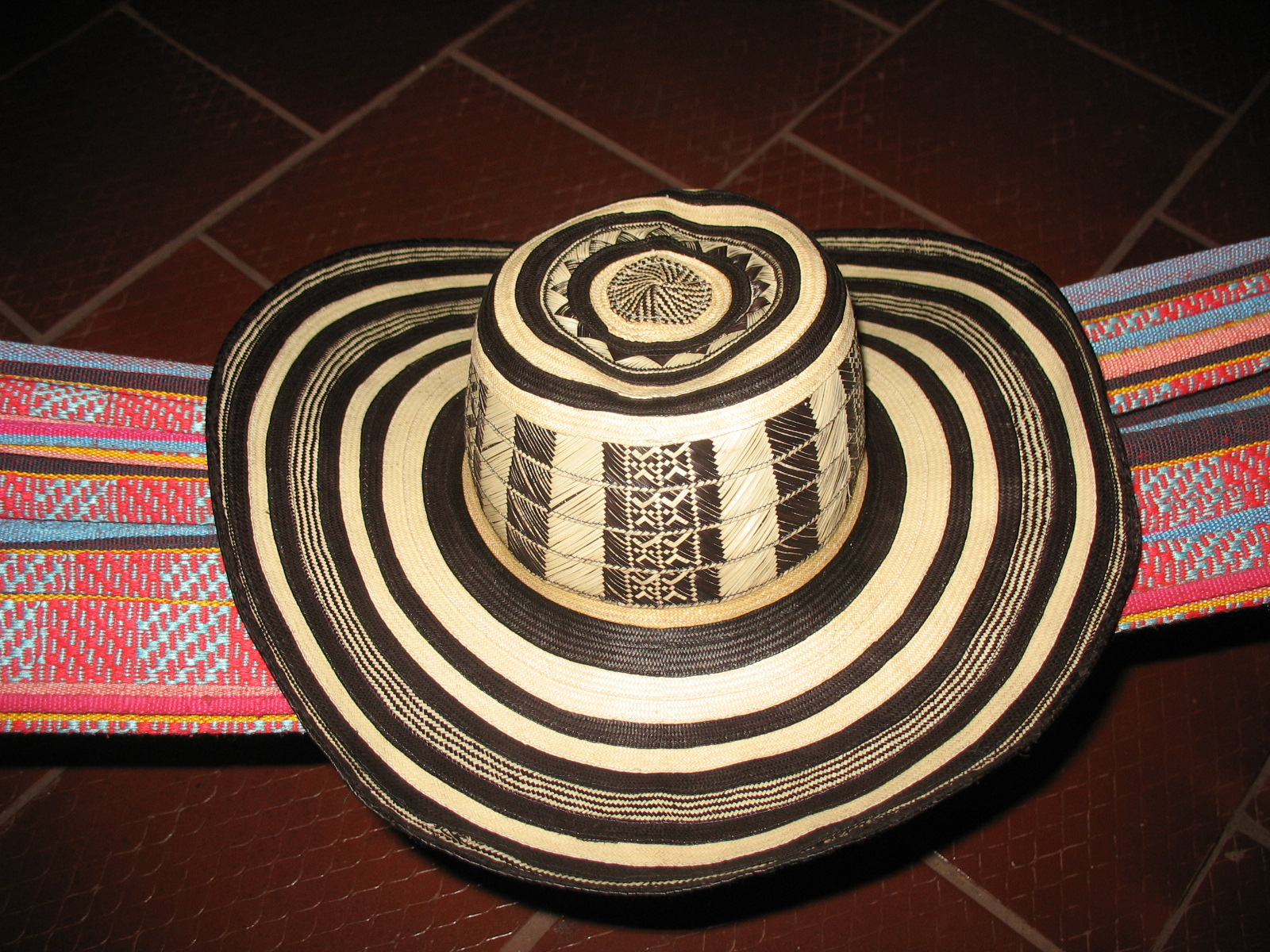
Sombrero vueltiao, symbole de la Côte et de la Colombie.
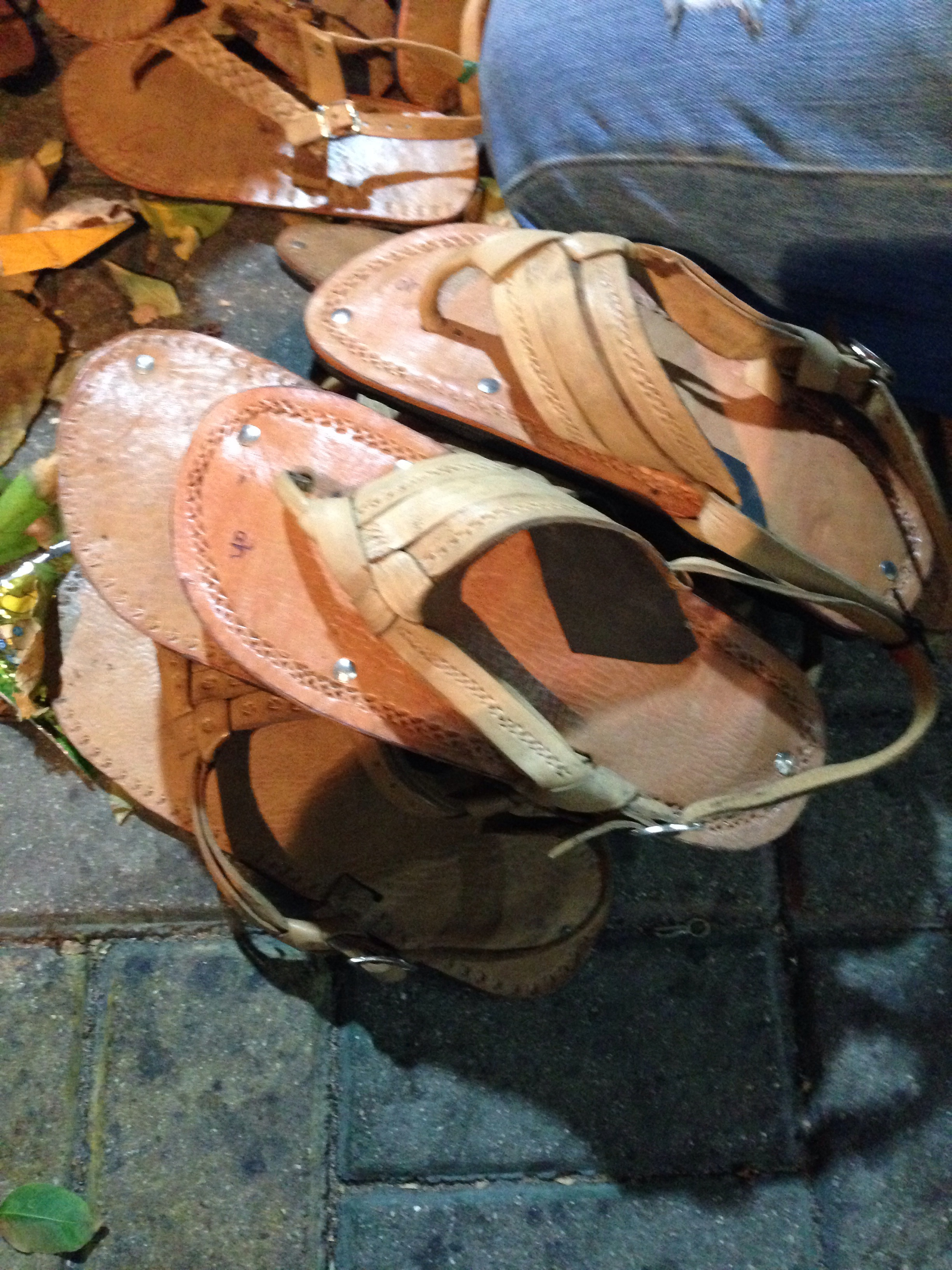
Abarcas.
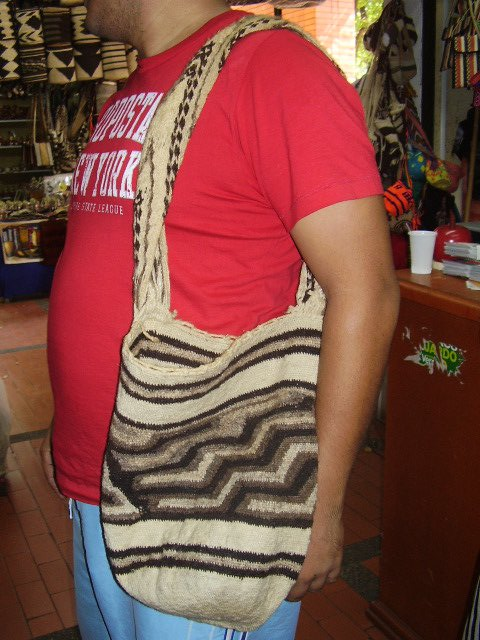
Mochila arhuaca.

Se distinguent le sombrero vueltiao, déclaré Symbole de la Colombie par le Congrès national, la mochila arhuaca, les hamacs de San Jacinto, les abarcas tres puntá et les vêtements wayú.

### Célébrations
Parmi les célébrations populaires les plus importantes figurent :
| Département          | Célébrations                                                       | Municipalité                                             | Dates de Réalisation                              | Reconnaissances                                                                     |
| -------------------- | ------------------------------------------------------------------ | -------------------------------------------------------- | ------------------------------------------------- | ----------------------------------------------------------------------------------- |
| Atlántico            | Carnaval de Barranquilla                                           | Barranquilla                                             |                                                   | Patrimoine culturel, oral et immatériel de l'humanité déclaré par l'Unesco en 2003. |
| Atlántico            | Batalla de Flores de Santo Tomás - Santoto                         | Santo Tomás                                              | A lieu le samedi précédant le samedi du carnaval. |                                                                                     |
| Atlántico            | Festival Son de Negros                                             | Santa Lucía                                              |                                                   |                                                                                     |
| Bolívar              | Fêtes du 11 novembre                                               | Cartagena de Indias                                      |                                                   |                                                                                     |
| Bolívar              | Concours National de Beauté                                        | Cartagena de Indias                                      |                                                   |                                                                                     |
| Bolívar              | Festival de Jazz de Mompox                                         | Santa Cruz de Mompox                                     |                                                   |                                                                                     |
| Bolívar              | Semaine Sainte à Mompox                                            | Santa Cruz de Mompox                                     |                                                   | Patrimoine historique et culturel de l'humanité par l'Unesco en 1995                |
| Bolívar              | Festival Autonome de Gaitas                                        | San Jacinto                                              |                                                   |                                                                                     |
| Bolívar              | Festival de Tambours et Expressions Culturelles de Palenque        | San Basilio de Palenque (Mahates)                        |                                                   |                                                                                     |
| Bolívar              | Festival Multiculturel de la Tambora                               | Itinérant entre les municipalités de la Sous-région Loba |                                                   |                                                                                     |
| Bolívar              | Fêtes de la Vierge de la Candelaria                                | Magangué                                                 | Célébrées le 2 février                            |                                                                                     |
| Bolívar              | Festival National de l'Ñame                                        | San Cayetano                                             |                                                   |                                                                                     |
| Bolívar              | Festival Multiculturel des Montes de María - Festimaría            | El Carmen de Bolívar. Bien que parfois itinérant.        |                                                   |                                                                                     |
| Bolívar              | Fêtes patronales de la vierge du Carmen                            | El Carmen de Bolívar                                     | Du 7 au 17 juillet                                |                                                                                     |
| Bolívar              | Festival international du film de Carthagène - FICCI               | Carthagène des Indes                                     |                                                   |                                                                                     |
| Cesar                | Festival de la Leyenda Vallenata                                   | Valledupar                                               |                                                   | Patrimoine Culturel de la Nation en 2002.                                           |
| Cesar                | Festival de Música Vallenata en Guitarras                          | Agustín Codazzi                                          |                                                   |                                                                                     |
| Cesar                | Festival Terre de Compositeurs                                     | Badillo                                                  | Du 23 au 25 décembre.                             |                                                                                     |
| Cesar                | Festival National de la Tambora et de la Guacherna                 | Tamalameque                                              | Du 15 au 17 décembre                              | Patrimoine Culturel de la Nation en 2022                                            |
| Córdoba              | Feria de la Ganadería                                              | Montería                                                 |                                                   |                                                                                     |
| Córdoba              | Festival National de l'Âne                                         | San Antero                                               |                                                   |                                                                                     |
| Córdoba              | Festival des Accordéonistes et Compositeurs                        | Chinú                                                    |                                                   |                                                                                     |
| Córdoba              | Festival National de la Culture                                    | Sahagún                                                  |                                                   |                                                                                     |
| Córdoba              | Festival National du Porro                                         | San Pelayo                                               |                                                   |                                                                                     |
| La Guajira           | Festival Cuna de Acordeones                                        | Villanueva                                               |                                                   |                                                                                     |
| La Guajira           | Festival National des Compositeurs                                 | San Juan del Cesar                                       |                                                   |                                                                                     |
| La Guajira           | Festival de la Cultura Wayúu                                       | Uribia                                                   |                                                   |                                                                                     |
| La Guajira           | Festival Interculturel Vallenato de la Frontière                   | Maicao                                                   |                                                   |                                                                                     |
| La Guajira           | Festival Francisco El Hombre                                       | Riohacha                                                 |                                                   |                                                                                     |
| La Guajira           | Festival et Reine Nationale du Dividivi                            | Riohacha                                                 |                                                   |                                                                                     |
| Magdalena            | Fêtes de la Mer                                                    | Santa Marta                                              | 29 juillet                                        |                                                                                     |
| Magdalena            | Festival Internacional de Teatro del Caribe                        | Santa Marta                                              | Du 1er au 8 septembre                             |                                                                                     |
| Magdalena            | Festival National de la Cumbia                                     | El Banco                                                 |                                                   |                                                                                     |
| Magdalena            | Fêtes du Caïman de Ciénaga                                         | Ciénaga                                                  |                                                   |                                                                                     |
| Magdalena            | Festival National du Son "Tigre de la Montaña"                     | El Difícil (Ariguaní)                                    |                                                   | Patrimoine Culturel Immatériel de la Nation en 2018                                 |
| Magdalena            | Festival de l'Homme Caimán                                         | Plato                                                    |                                                   |                                                                                     |
| Magdalena            | Festival Régional de Chandé                                        | San Sebastián de Buenavista                              |                                                   |                                                                                     |
| Sucre                | Festival National de Gaitas                                        | Ovejas                                                   |                                                   |                                                                                     |
| Sucre                | Fêtes du 20 janvier                                                | Sincelejo                                                |                                                   | Patrimoine Culturel de la Nation en 2009                                            |
| Sucre                | Festival Folklorique de l'Algarroba - Concours de Tableaux Vivants | Galeras                                                  |                                                   |                                                                                     |
| Sucre                | Festival National du Pito Atravesado                               | Morroa                                                   |                                                   |                                                                                     |
| Sucre                | Concours Maja Colombia – Maja mondial                              | Corozal                                                  |                                                   |                                                                                     |
| Varios departamentos | Festival National du Bullerengue                                   | Puerto Escondido/Maria La Baja/Necoclí                   |                                                   |                                                                                     |